# Bet-at-home Cup Kitzbühel 2014
Bet-at-home Cup Kitzbühel 2014 byl profesionální tenisový turnaj pořádaný jako součást mužského okruhu ATP World Tour, který se hrál na otevřených antukových dvorcích Tennis Stadium Kitzbühel. Konal se mezi 27. červencem až 2. srpnem 2014 v rakouském alpském letovisku Kitzbühel jako jubilejní 70. ročník turnaje.
Turnaj s rozpočtem 485 760 eur patřil do kategorie ATP World Tour 250. Nejvýše nasazeným hráčem ve dvouhře se stal jako v předchozím ročníku dvacátý pátý tenista světa Philipp Kohlschreiber z Německa, kterého ve druhém kole vyřadil pozdější belgický vítěz. Tím se stal David Goffin, hrající na divokou kartu, jenž ve finále zdolal Rakušana Dominica Thiema. Deblovou část ovládla finská dvojice Henri Kontinen a Jarkko Nieminen.

## Mužská dvouhra

### Nasazení
| Stát                              | Hráč                  | ATP1) | Nasazení |
| --------------------------------- | --------------------- | ----- | -------- |
| Německo                           | Philipp Kohlschreiber | 25.   | 1.       |
| Španělsko                         | Marcel Granollers     | 28.   | 2.       |
| Česko                             | Lukáš Rosol           | 43.   | 3.       |
| Itálie                            | Andreas Seppi         | 45.   | 4.       |
| Rakousko                          | Dominic Thiem         | 47.   | 5.       |
| Nizozemsko                        | Robin Haase           | 51.   | 6.       |
| Finsko                            | Jarkko Nieminen       | 54.   | 7.       |
| Španělsko                         | Pablo Carreño Busta   | 57.   | 8.       |
| Žebříček ATP k 21. červenci 2014. |                       |       |          |

### Jiné formy účasti
Následující hráči obdrželi divokou kartu do hlavní soutěže:
- David Goffin
- Gerald Melzer
- Alexander Zverev

Následující hráči postoupili z kvalifikace:
- Viktor Galović
- Máximo González
- Albert Ramos-Viñolas
- João Souza

### Odhlášení
před zahájením turnaje
- Nicolás Almagro
- Carlos Berlocq
- Martin Kližan
- Leonardo Mayer
- João Sousa

v průběhu turnaje
- Pere Riba

## Mužská čtyřhra

### Nasazení
| Stát                                                                        | Hráč           | Stát          | Hráč          | ATP1) | Nasazení |
| --------------------------------------------------------------------------- | -------------- | ------------- | ------------- | ----- | -------- |
| Spojené království                                                          | Colin Fleming  | Spojené státy | Scott Lipsky  | 84.   | 1.       |
| Rakousko                                                                    | Julian Knowle  | Rakousko      | Oliver Marach | 87.   | 2.       |
| Německo                                                                     | Martin Emmrich | Česko         | Lukáš Rosol   | 112.  | 3.       |
| Německo                                                                     | Andre Begemann | Nizozemsko    | Robin Haase   | 113.  | 4.       |
| Žebříček ATP k 21. červenci 2014; číslo je součtem umístění obou členů páru |                |               |               |       |          |

### Jiné formy účasti
Následující páry obdržely divokou kartu do hlavní soutěže:
- Gerald Melzer /  Jürgen Melzer
- Thomas Pichl /  Andreas Seppi

## Přehled finále

### Mužská dvouhra
- David Goffin vs.  Dominic Thiem, 4–6, 6–1, 6–3

### Mužská čtyřhra
- Henri Kontinen /  Jarkko Nieminen vs.  Daniele Bracciali /  Andrej Golubjev, 6–1, 6–4